# Episodi di The Dead Zone (seconda stagione)
La seconda stagione della serie televisiva The Dead Zone è stata trasmessa negli Stati Uniti dal canale USA Network a partire dal 5 gennaio 2003.
In Italia è stata trasmessa da Rai 2 a partire dal 5 gennaio 2004.
| nº | Titolo originale      | Titolo italiano      | Prima TV USA     | Prima TV Italia |
| -- | --------------------- | -------------------- | ---------------- | --------------- |
| 1  | Valley of the Shadow  | Il profeta           | 5 gennaio 2003   | 5 gennaio 2004  |
| 2  | Descent (Part 1)      | La discesa           | 12 gennaio 2003  | 19 gennaio 2004 |
| 3  | Ascent (Part 2)       | Il risveglio         | 19 gennaio 2003  | 19 gennaio 2004 |
| 4  | The Outsider          | Effetto collaterale  | 2 febbraio 2003  | 19 gennaio 2004 |
| 5  | Precipitate           | Vite salvate         | 9 febbraio 2003  | 17 marzo 2004   |
| 6  | Scars                 | Un terribile segreto | 16 febbraio 2003 | 24 marzo 2004   |
| 7  | Misbegotten           | Rimozioni            | 23 febbraio 2003 | 31 marzo 2004   |
| 8  | Cabin Pressure        | Un volo maledetto    | 2 marzo 2003     | 7 aprile 2004   |
| 9  | The Man Who Never Was | L'uomo ombra         | 9 marzo 2003     | 9 aprile 2004   |
| 10 | Dead Men Tell Tales   | Il boss              | 16 marzo 2003    | 9 aprile 2004   |
| 11 | Playing God           | Una scelta difficile | 30 marzo 2003    | 14 aprile 2004  |
| 12 | Zion                  | Realtà parallela     | 6 aprile 2003    | 14 aprile 2004  |
| 13 | The Storm             | La tempesta          | 6 luglio 2003    | 21 aprile 2004  |
| 14 | Plague                | L'epidemia           | 13 luglio 2003   | 28 aprile 2004  |
| 15 | Dejà Voodoo           | Natalie              | 20 luglio 2003   | 5 maggio 2004   |
| 16 | The Hunt              | La caccia            | 27 luglio 2003   | 12 maggio 2004  |
| 17 | The Mountain          | La montagna          | 3 agosto 2003    | 19 maggio 2004  |
| 18 | The Combination       | L'ultima ripresa     | 10 agosto 2003   | 26 maggio 2004  |
| 19 | Visions               | La casa blu          | 17 agosto 2003   | 4 giugno 2004   |

## La discesa
- Titolo originale: Descent (Part 1)
- Diretto da: James Head
- Scritto da: Robert Hewitt Wolfe, Jill Blotevogel e Michael Piller

### Trama
Dopo la scomparsa di quattro ragazzi, due fratelli e le loro rispettive ragazze, Johnny viene chiamato dalla polizia per cercarli. Grazie ai suoi poteri, scopre che i quattro sono entrati in una miniera appartenuta a suo nonno, chiusa dopo un crollo che provocò molte vittime. Viene organizzata una squadra di esperti per entrare nella miniera. Nel gruppo vengono inseriti anche Walt e Johnny ma la miniera sembra aver sviluppato un'avversione verso quest'ultimo. Pur tormentato dalle immagini dei morti nella miniera, Johnny si concentra per trovare i ragazzi dispersi. Proprio poco dopo aver ritrovato uno dei due fratelli con la ragazza, che erano bloccati per un crollo provocato dall'accensione di una sigaretta da parte del ragazzo (che ha il viso sfregiato), uno dei capi della spedizione muore risucchiato dall'acqua nel fondo della miniera.

## Il risveglio
- Titolo originale: Ascent
- Diretto da: James Head
- Scritto da: Lee Fulkerson, Jon Wesslen e Jill Blotevogel (soggetto); Michael Piller (sceneggiatura)

### Trama
Walt è in coma dopo il crollo della miniera e Johnny vuole provare a salvarlo. Ottenuto il permesso di Sarah e dei medici, lo tocca e si ritrova subito nella miniera da dove, percorrendo vicoli, entra nei ricordi di Walt. Il primo ricordo risale alla prima volta che lui ha incontrato Sarah, in ospedale. Lui fu subito attratto da lei e divenne suo amico, anche se tutti gli avevano detto che lei era già impegnata (con Johnny in coma) ed era anche incinta. Un altro ricordo, il loro primo bacio, appena usciti dal cinema. Poi la scoperta del risveglio di Johnny, che lo aveva stupito e preoccupato al pensiero che avrebbe potuto riprendersi Sarah e J.J.
Johnny, molto provato e stanco, si stacca da Walt e scopre che la sua "intromissione" ha provocato mutamenti nell'elettroencefalogramma dell'uomo. Contento del risultato, anche se precario, decide di riprovare, mettendo in second piano la sua salute. I medici, però, gli consigliano di farsi mettere sotto osservazione durante l'"intervento" per monitorarlo. Johnny entra di nuovo nella mente di Walt e fa la conoscenza di un uomo ambiguo, che scopre essere la Morte. Questi sta provando a convincere Walt a passare oltre e racconta a Johnny che loro si sono già incontrati ma che lui gli era sfuggito. Allo stesso modo, Johnny prova a far tornare Walt alla realtà ma lui si rifiuta lasciandogli Sarah e J.J. Solo quando Johnny gli rivela che lui e Sarah erano andati a letto insieme, la gelosia dell'uomo si risveglia e Walt volta le spalle alla morte. I medici, intanto, preoccupati, staccano i due che poco dopo si risvegliano. Mentre Johnny ricorda tutto, Walt non ha memoria di ciò che è accaduto nella sua testa, né della Morte né della rivelazione di Johnny.

## L'uomo ombra
- Titolo originale: The Man Who Never Was
- Diretto da: James Head
- Scritto da: David Benz e Michael Piller

### Trama
Ricevendo la spesa a destinazione da un fattorino, Johnny prende un barattolo di capperi che era stato erroneamente mandato ad un altro uomo, un signore anziano che vive da solo. Johnny decide di andare a trovarlo quando ha una visione collegata al vecchio nella quale gli sembra di scomparire arto per arto.

## Natalie
- Titolo originale: Dejà Voodoo
- Diretto da: James Head
- Scritto da: Karl Schaefer

### Trama
Johnny e Bruce vanno in un bar-ristorante. Mentre Bruce va a chiedere un tavolo, Johnny si siede al bar, a fianco a una donna. Sfiorandola per caso, Johnny ha una visione nella quale lei lo baciava sotto un lampione. Esaltato dalla visione, Johnny si confida con Bruce che gli consiglia di andare avanti. Tornato al bar, Johnny fa cadere il bicchiere di vino di lei ed ha un'altra visione: lei avrebbe detto ai suoi colleghi che sarebbe andata in biblioteca e poi a casa; in biblioteca avrebbe trovato Johnny che l'avrebbe poi seguita per la strada e assistito al suo omicidio per mano di alcuni banditi che la stavano aspettando in macchina. Comincia così una serie di visioni nelle quali Johnny tenta di salvare la donna, che scopre chiamarsi Natalie. In una, lui la porta via in macchina ma, proprio quando credevano di essere al sicuro, vengono uccisi entrambi. Nella successiva, Johnny la invita a non uscire dal bar ma a giocare a biliardo con lui. Qui lei gli rivela che un uomo le ha chiesto di sposarla, ma l'improvvisa entrata degli uomini nel bar portano alla fuga di Natalie, che comunque non riesce a salvarsi. Poi Johnny decide di chiamare subito lo sceriffo Bannermann e fargli arrestare i malviventi. Natalie, stupita, lo ringrazia e lui la riaccompagna in albergo. Qui si svolge la scena del bacio, dopodiché lei lo fa salire in camera sua. Ma, una volta lì, alla porta della stanza appare un collega di Natalie, che si rivela il mandante dell'attentato alla sua vita. Per salvarla Johnny si butta con lui dalla finestra. Nell'ultima visione, Johnny racconta a Natalie tutta la storia, il collega viene arrestato e loro due finiscono a letto insieme. Ma la mattina dopo, Johnny vede Natalie che, piangendo, chiama il suo fidanzato.
Ripresosi dalle visioni, Johnny consiglia ad una Natalie ignara di buttarsi e accettare e poi, senza il suo coinvolgimento, fa arrestare il collega e i malviventi.

## La montagna
- Titolo originale: The mountain
- Diretto da: Mike Rohl
- Scritto da: Michael Cassutt

### Trama
Sarah convince Walt a portare anche Johnny in campeggio con loro due e J.J. per cercare di farli legare un po' di più. Dopo che gli "uomini" sono andati a pescare (Johnny aveva usato le sue facoltà per fare in modo che J.J. prendesse un pesce), J.J. trova un pezzo di metallo e lo passa a Johnny che, come lo tocca, scopre che apparteneva ad un aereo schiantatosi tra gli alberi. I quattro vanno a parlare con Mark e Pauline, proprietari di un chiosco lì vicino, che li mettono in contatto col ranger Turmann; questi si offre di portare Johnny e Walt nel bosco alla ricerca dell'aereo, caduto quattro mesi prima. J.J. chiede se può partecipare anche lui e così partono tutti e cinque insieme. J.J. rimane affascinato dalla natura e dal ranger Turmann. Mentre si trovano accampati, il ranger racconta una storia horror, Gli adulti, per non far spaventare J.J., scherzano un po' sulla storia, e così anche Johnny, finché non vede un uomo vestito di nero che lo guarda dagli alberi. All'improvviso,, vengono raggiunti da Mark e Pauline, che si uniscono alla comitiva. Ma quando Johnny tocca il bastoncino del marshmallow di Mark, scopre che l'uomo ha una pistola. Lui e Walt ne parlano con il ranger che rivela la verità: loro tre si sono alleati per ritrovare l'aereo, che ha nel suo carico una cassa che vale 2 milioni di dollari. Ora la  scampagnata si è rivelata un vero e proprio rapimento: con la minaccia di far del male a J.J., i rapitori tengono buoni Sarah, Walt e Johnny. Johnny intanto scopre che Pauline ha una relazione segreta con il ranger. Quando Walt prova a ribellarsi, il ranger intima a Mark di legarlo. Ma Johnny, sfiorando Mark, capisce che ha intenzione di uccidere lo sceriffo e gli consiglia di buttarsi in acqua. così Walt riesce a fuggire.
La comitiva continua a camminare quando Mark, mandato in perlustrazione, avvisa di aver trovato l'aereo. Il ranger, Mark e Johnny vanno in avanscoperta, mentre Pauline resta indietro con Sarah e J.J. Johnny ha una visione in cui il ranger uccide tutti, poi si ferisce ad una spalla e infine chiamava i soccorsi dando la colpa a Mark (che poi si sarebbe suicidato). Mentre cercano e trovano la famigerata cassa (che poi si scopre piena di microchip vecchi e inutilizzabili), Johnny racconta a Mark della storia di Pauline col ranger; l'uomo si arrabbia e il suo complice gli spara. Walt allora attacca il ranger da dietro, ma questi si libera. 
Il ranger punta la pistola contro Johnny e gli intima "è finita", ma, proprio quando Johnny risponde di no, Sarah, che aveva tolto la pistola di mano a Pauline dopo una lotta, gli spara.

## L'ultima ripresa
- Titolo originale: The combination
- Diretto da: James Head
- Scritto da: Michael Taylor

### Trama
Johnny è all'aeroporto a riprendere Bruce. Uscendo insieme, incontrano un giovane e famoso pugile, Danny Avila, con sua moglie, attorniato di giornalisti curiosi sui pronostici della finale mondiale dei pesi medi a cui dovrà partecipare come sfidante. Danny riconosce Bruce, che era stato il suo fisioterapista, così lui si avvicina e si presenta a Johnny. Quando lo tocca, però, Johnny lo vede morire sul ring. Tornati a casa, dal telegiornale vedono che i giornalisti avevano inventato la notizia che Johnny avesse predetto la vittoria a Danny. Preoccupati, Johnny e Bruce vanno a trovare il giovane pugile e lo avvertono del pericolo.
Ma Danny no vuole ascoltarli, così i due si recano dall'organizzatore per cercare di far rimandare la partita, ma invano. Johnny però non vuole arrendersi e decide di andare a parlare alla moglie di Danny che, una volta convinta, esorta il marito a fare altrettanto, in nome del figlio che lei porta in grembo. Danny allora si convince e accetta l'aiuto di Johnny che si offre di predirgli le mosse di Darryl Tibbs, campione in carica, durante la dodicesima e ultima ripresa. Nonostante Danny abbia imparato come combattere la mossa, però, Johnny vede ancora la sua morte. Si convince che questa sia proprio legata alla visione e quindi che Danny non sarebbe morto se avesse creduto di poter vincere; così davanti ai giornalisti finge una visione nella quale Darryl sarebbe andato al tappeto. Ma Danny non ci crede del tutto e così Johnny è costretto a mentirgli di nuovo. Comincia il match. Arrivati ala dodicesima ripresa, Danny è sfinito ed ha anche una brutta ferita al sopracciglio sinistro. Ancora non del tutto convinto sulla visione, decide comunque di tornare in attacco, ma viene colpito in pieno dall'attacco a sorpresa di Tibbs e cade a terra, apparentemente morto. Tutti si disperano ma, improvvisamente, Danny riprende vita e si rialza, tornando a colpire Tibbs. L'incontro finisce in parità, ma, dopo, Danny dice di essere soddisfatto anche se forse non vincerà il titolo e con ironia fa notare a Johnny che nessuna delle sue predizioni si è avverata.

## La casa blu
- Titolo originale: Visions
- Diretto da: Michael Robison
- Scritto da: Craig Silverstein

### Trama
Assistendo ad una maratona benefica, Johnny si accorge di un uomo incappucciato che predice la fine del mondo ignorato dalla gente, come se non lo vedessero. L'uomo si rivolge a Johnny, sempre parlando dell'Armageddon, come quello che Johnny ha visto nella visione che ha avuto toccando Stillson, e poi scappa. Johnny lo insegue ma l'uomo è scomparso, come se fosse parte di una visione. Quando viene a saperli, Bruce chiede a Johnny se non si fosse trattato di una visione, ma Johnny risponde che di solito le visioni non interagiscono con lui e che aveva già visto l'uomo in nero, sia durante la tempesta, sia nel bosco.